# Kanton Hérouville-Saint-Clair
Kanton Hérouville-Saint-Clair (fr. Canton d'Hérouville-Saint-Clair) je francouzský kanton v departementu Calvados v regionu Normandie. Od roku 2015 se skládá ze 2 obcí (Hérouville-Saint-Clair a Colombelles), do té doby byl tvořen pouze částí obce Hérouville-Saint-Clair.